# Conway the Machine
Conway the Machine, pseudonimo di Demond Price (Buffalo, 16 febbraio 1982), è un rapper statunitense.

## Biografia
All'età di 20 anni, poco dopo il suo rilascio dal carcere, decide di abbandonare definitivamente la vita da gangster per dedicarsi interamente alla propria carriera musicale.
Nel marzo 2012 Price rimase vittima di una sparatoria a Buffalo, venendo colpito alla testa, al collo e alla spalla. Inizialmente, durante le perizie dei medici, si supponeva che sarebbe rimasto paralizzato dal collo in giù; tuttavia, l'unica lesione permanente che comportò l'avvenimento fu una parziale paralisi facciale.

## Carriera
Nel 2014, il rapper Westside Gunn fondò la Griselda Records, attraverso la quale lui e Conway avrebbero pubblicato i loro progetti più importanti. Nel 2015, Conway pubblica i suoi due primi mixtape, intitolati The Devil's Reject e Reject 2. Successivamente Conway rilascia altri due mixtape (Hall & Nash e Griselda Ghost), questa volta in compagnia di Westside Gunn e sotto l'etichetta londinese Daupe!.
Il 3 marzo 2017 firma un contratto con la Shady Records di Eminem. Lo stesso anno, Complex lo inserisce nella lista dei 15 migliori duo rap non ufficiali (assieme a Westside Gunn) e nella lista dei 17 artisti da tenere d'occhio dell'anno. Il 21 dicembre rilascia G.O.A.T., il primo mixtape pubblicato sotto la Griselda in collaborazione con la Shady Records.
Il 16 maggio 2019 viene rilasciato il singolo Headlines, in compagnia di Westside Gunn, Benny the Butcher e DJ Premier. Il 19 luglio Conway rilascia Bang, in collaborazione con Eminem. L'11 settembre 2020 pubblica il suo primo album in studio, From King to God.
Il 25 febbraio 2022 rilascia God Don't Make Mistakes, album annunciato inizialmente nel 2018 ma mai rilasciato. Nello stesso mese Conway annuncia la propria separazione dalla Griselda e dalla Shady Records. Il 5 maggio 2023 pubblica il suo terzo album in studio intitolato Won't He Do It.

## Discografia

### Album in studio

#### Da solista
- 2020 – From King to God
- 2022 – God Don't Make Mistakes
- 2023 – Won't He Do It
- 2024 – Slant Face Killah

#### Collaborativi
- 2019 – WWCD (con Benny the Butcher e Westside Gunn) (come Griselda)
- 2020 – Lulu (con The Alchemist)
- 2023 – Hall & Nash 2 (con Westside Gunn e The Alchemist)

### Mixtape

#### Da solista
- 2007 – Welcome 2 the Badside
- 2007 – The Transition
- 2008 – Life on Mar$
- 2008 – T2: The Machine
- 2010 – The Worst of Conway
- 2010 – Welcome Back (2 da Badside)
- 2012 – Amerikan Greed
- 2014 – PhysiKal Therapy
- 2015 – The Devil's Reject
- 2022 – Greetings Earthlings

#### Collaborativi
- 2015 – Hall & Nash (con Westside Gunn come Hall 'N Nash)
- 2015 – Griselda Ghost (con Westside Gunn come Hall 'N Nash)
- 2016 – Hell Still On Earth (con Prodigy)
- 2017 – Reject on Steroids (con DJ Green Lantern)
- 2017 – More Steroids (con DJ Green Lantern)
- 2018 – Death by Misadventure (con Sonnyjim)
- 2018 – Untitled Drums EP (con Imported Goods)
- 2019 – Organized Grime (con Trillmatic Goods)
- 2020 – No One Mourns the Wicked (con Big Ghost)
- 2021 – If It Bleeds It Can Be Killed (con Big Ghost)
- 2022 – Organized Grime 2 (con Trillmatic Goods)
- 2022 – What Has Been Blessed Cannot Be Cursed (con Big Ghost)
- 2023 – Pain Provided Profit (con Jae Skeese)
- 2023 – Speshal Machinery (con 38 Spesh)
- 2023 – CONDUCTOR MACHINE (con Conductor Williams)
- 2023 – Palermo (con Wun Two)
- 2024 – Chaos Is My Ladder 2 (con Ransom e V Don)

### Compilation
- 2016 – 50 Round Drum
- 2016 – Narcos
- 2021 – The Missing Bricks
- 2023 – The Machine, Bitch!